# После тебя…
«После тебя…» — инструментальный альбом Андрея Данилко, выпущенный в 2005 году на лейбле Mamamusic.

## Об альбоме
О новом альбоме Данилко стало известно осенью 2004 года. В одном из интервью Данилко признался, что давно хотел выпустить подобного рода альбом. Содержание альбома полностью отличается от привычных веселых песен Сердючки, он полон инструментальных баллад. По словам артиста, он вложил в них все свои переживания, которые произошли с ним в 90-е годы.
Релиз альбома был запланирован на конец ноября 2004 года, но был отложен из-за Оранжевой революции на Украине. Альбом был выпущен в конце апреля 2005 года.
Режиссером музыкальных клипов для «Кукла» и «После тебя…» стал Алан Бадоев. Содержание видео вызвало много полемики в украинской и российской прессе из-за гомосексуального подтекста. Юрию Герасимову, снявшемуся в клипах, сразу же приписали любовную связь с Данилко. Сам Данилко признал, что провокация была совершена намеренно, но также отметил, что ситуация, в которой оказался главный герой, могла случиться с любым человеком.
Данилко разрешил Роману Виктюку использовать мелодии из этого альбома в своих театральных постановках.

## Отзывы критиков
Антон Йожик Лейба в своей рецензии заявил, что на альбоме каждый слушатель увидит в музыке не столько то, что рисовал автор, сколько то, что есть в нём самом — слушателе. По его мнению, это и есть изобразительное искусство — когда и автор, и зритель исполняют одну роль, роль наблюдателя.

## Список композиций
| №   | Название                            | Длительность |
| --- | ----------------------------------- | ------------ |
| 1.  | «Отрываясь от земли»                | 5:40         |
| 2.  | «Весна»                             | 4:00         |
| 3.  | «Собирая жёлтые листья»             | 3:53         |
| 4.  | «22»                                | 4:50         |
| 5.  | «What’s his name is so good to me…» | 3:59         |
| 6.  | «После тебя…»                       | 3:15         |
| 7.  | «Тихое счастье»                     | 4:57         |
| 8.  | «Кукла»                             | 4:36         |
| 9.  | «Let me play your part»             | 4:25         |
| 10. | «P.S.»                              | 3:52         |

| №                   | Название              | Режиссёр            | Длительность |
| ------------------- | --------------------- | ------------------- | ------------ |
| 11.                 | «После тебя…» (Video) | Алан Бадоев         | 3:15         |
| Общая длительность: | Общая длительность:   | Общая длительность: | 45:50        |

## Участники записи
Музыканты и техперсонал
- Андрей Данилко — написание песен, аранжировка, продюсирование
- Жан Болотов — аранжировка
- Сергей Добровольский — программирование, саунд-продюсирование
- Сергей Гримальский — фортепиано (1-6, 9, 10)
- Игорь Рудой — саксофон (7)

Студии
- Студия «Mamamusic» (Киев, Украина, 2003—2005) — запись, мастеринг

Менеджмент и маркетинг
- Юрий Никитин / Nova Management — менеджмент, исполнительное продюсирование
- Татьяна Крупник — проджект-менеджмент